# Üscharal

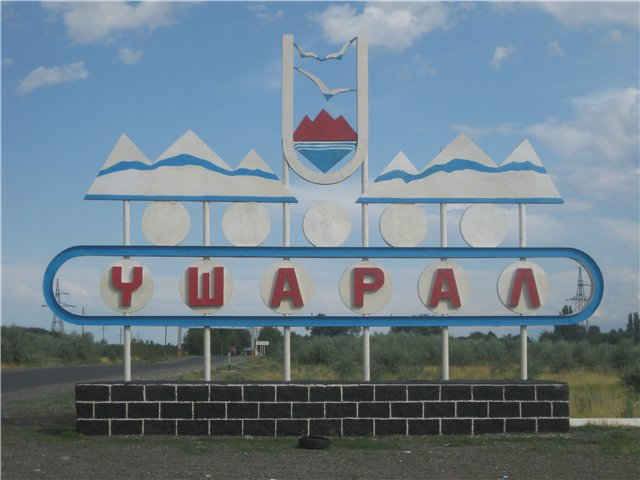
Ortsschild

Üscharal (kasachisch Үшарал; russisch Ушарал Uscharal) ist eine Stadt im Osten Kasachstans. Sie ist Verwaltungssitz des Kreises Alaköl.

## Geografische Lage
Die Stadt liegt am Fluss Tentek 40 km westlich des Alaköl-Sees im Gebiet Schetissu.

## Bevölkerung
Bei der Volkszählung 1999 hatte Üscharal 15.379 Einwohner. Die Volkszählung 2009 ergab für den Ort eine Einwohnerzahl von 17.157. Bei der letzten Volkszählung 2021 lebten 21.122 Menschen in Üscharal. Die Fortschreibung der Bevölkerungszahl ergab zum 1. Januar 2025 eine Einwohnerzahl von 20.839.
| Einwohnerentwicklung               | Einwohnerentwicklung | Einwohnerentwicklung | Einwohnerentwicklung | Einwohnerentwicklung | Einwohnerentwicklung | Einwohnerentwicklung | Einwohnerentwicklung |
| 1939                               | 1959                 | 1970                 | 1979                 | 1989                 | 1999                 | 2009                 | 2021                 |
| ---------------------------------- | -------------------- | -------------------- | -------------------- | -------------------- | -------------------- | -------------------- | -------------------- |
| 4.360                              | 9.916                | 14.253               | 18.567               | 17.908               | 15.379               | 17.157               | 21.122               |
| Anmerkung: Volkszählungsergebnisse |                      |                      |                      |                      |                      |                      |                      |

## Geschichte
Üscharal wurde 1871 gegründet als Familien aus der Region um Woronesch in diese Gegend kamen und den Ort Stefanowka (Стефановка) gründeten. Insgesamt ließen sich 242 Familien hier nieder. 1890 wurde die erste Jungenschule, kurze Zeit später eine Schule für Mädchen gegründet. Die russischen Siedler waren vor allem in der Landwirtschaft tätig, die kasachische Bevölkerung betrieb Viehzucht. 1921 wurde das Dorf in Utsch-Aral (Уч-Арал) umbenannt. Mit der Gründung des Rajon Alakol im Januar 1927 wurde der Ort zum Sitz der Verwaltung des Rajon.
In den frühen Jahren der Sowjetunion wurden landwirtschaftliche Genossenschaften gebildet, die Wirtschaft des Ortes bestand vor allem aus Fischerei, Landwirtschaft und Rinderzucht. Anfang der 1930er Jahre wurde im Ort das erste Krankenhaus eröffnet und wenige Jahre später eine Bücherei. Am 19. September 1984 bekam der Ort das Stadtrecht verliehen. In den 1980er Jahren kamen die ersten Pläne zur Schaffung eines Naturschutzgebietes in der Region auf.

## Verkehr
Üscharal verfügt über einen kleinen Regionalflughafen (IATA-Code: USJ, ICAO-Code: UAAL). Ursprünglich als Militärflugplatz 1970 eröffnet, wurde er bis 1992 von den sowjetischen Luftstreitkräften genutzt. In den Jahren 2015 bis 2017 wurde die Start- und Landebahn des Flughafens saniert und ein neues Terminalgebäude errichtet. Am 21. Juli 2017 wurde der Flughafen für zivile Saisonflüge eröffnet. Verbindungen bestehen nach Astana und Taldyqorghan. Durch die Stadt verläuft die kasachische Fernstraße A3, eine wichtige Verbindung im Osten des Landes. Sie führt von Üscharal in Richtung Süden über Taldyqorghan und Qonajew nach Almaty; in nördlicher Richtung gelangt man über Ajagös bis nach Öskemen.
Im etwa zehn Kilometer entfernten Besköl gibt es den nächsten Bahnhof. Dieser liegt an der Bahnstrecke Aqtoghai–Dostyk.

## Söhne und Töchter der Stadt
- Schaqsylyq Omar (* 1980), Politiker